# Iglesia de la Natividad (La Puebla de Híjar)
La iglesia parroquial de la Natividad es una iglesia de La Puebla de Híjar.

## Historia
En 1766 el Duque de Híjar encargó al arquitecto Agustín Sanz la supervisión de las obras encargadas a Joaquín Cólera, maestro de obras natural de Alcañiz. Este hecho es el causante de que esta iglesia no tenga una disposición centralizada, tal como era del gusto de Sanz, sino que se proyecta conforme al modelo de planta de salón, que tuvo un gran arraigo en Aragón.

## Descripción
De planta de salón, con tres naves, la central mayor y cubierta por bóveda de arista y las laterales con lunetos. La parte central se cubre con una cúpula de gajos sobre pechinas que queda envuelta exteriormente por un tambor circular. La cabecera es también tripartita y de testero recto. Al exterior, las tres naves están cubiertas por una única techumbre a 2 aguas; el conjunto se completa con la torre cuadrangular que, junto a la portada se encuentra situada en el lado de la Epístola.